# Lekkoatletyka na Letnich Igrzyskach Olimpijskich 2016 – sztafeta 4 × 100 m mężczyzn
Bieg sztafetowy 4 × 100 metrów mężczyzn – jedna z konkurencji lekkoatletycznych rozgrywanych podczas igrzysk olimpijskich w Rio de Janeiro. Zawody odbyły się 18 i 19 sierpnia 2016 roku.
Obrońcą złotego medalu olimpijskiego z 2012 roku była sztafeta Jamajki.
W zawodach wzięło udział 16 drużyn.

## Terminarz
Wszystkie godziny podane są w czasie brazylijskim (UTC-03:00) oraz polskim (CEST).
| Data             | Godzina rozpoczęcia | Godzina rozpoczęcia |            |
| Data             | UTC-03:00           | CEST                |            |
| ---------------- | ------------------- | ------------------- | ---------- |
| 18 sierpnia 2016 | 11:40               | 16:40               | Eliminacje |
| 19 sierpnia 2016 | 22:35               | 03:35               | Finał      |

## Rekordy
Tabela uwzględnia rekordy uzyskane przed rozpoczęciem rywalizacji.
|                                | Zawodnicy                                                                | Wynik   | Miejsce | Data                  |
| ------------------------------ | ------------------------------------------------------------------------ | ------- | ------- | --------------------- |
| Rekord świata                  | Jamajka · (Nesta Carter, Michael Frater, Yohan Blake, Usain Bolt)        | 36,84 s | Londyn  | 11 sierpnia 2012(dts) |
| Rekord olimpijski              | Jamajka · (Nesta Carter, Michael Frater, Yohan Blake, Usain Bolt)        | 36,84 s | Londyn  | 11 sierpnia 2012(dts) |
| Najlepszy wynik w sezonie 2016 | Wielka Brytania · (James Dasaolu, Adam Gemili, James Ellington, CJ Ujah) | 37,78 s | Londyn  | 23 lipca 2016(dts)    |

## Wyniki

### Runda eliminacyjna
Po trzy najlepsze drużyny z każdego biegu (Q) oraz 2 pozostałe z najlepszymi czasami (q) zakwalifikowały się do półfinałów.
Bieg 1
| Pozycja | Tor | Państwo             | Zawodnicy                                                                   | Czas  | Uwagi    |
| ------- | --- | ------------------- | --------------------------------------------------------------------------- | ----- | -------- |
| 1       | 3   | Stany Zjednoczone   | Michael Rodgers, Christian Coleman, Tyson Gay, Jarrion Lawson               | 37.65 | Q,       |
| 2       | 4   | Chiny               | Tang Xingqiang, Xie Zhenye, Su Bingtian, Zhang Peimeng                      | 37.82 | Q,       |
| 3       | 2   | Kanada              | Akeem Haynes, Aaron Brown, Brendon Rodney, Mobolade Ajomale                 | 37.89 | Q,       |
| 4       | 6   | Turcja              | Izzet Safer, Jak Ali Harvey, Emre Zafer Barnes, Ramil Guliyev               | 38.30 | NR       |
| 5       | 7   | Francja             | Marvin René, Stuart Dutamby, Méba-Mickaël Zézé, Jimmy Vicaut                | 38.35 | SB       |
| 6       | 8   | Antigua i Barbuda   | Chavaughn Walsh, Cejhae Greene, Jared Jarvis, Tahir Walsh                   | 38.44 | SB       |
| 7       | 5   | Saint Kitts i Nevis | Jason Rogers, Kim Collins, Allistar Clarke, Antoine Adams                   | 39.81 |          |
| –       | 1   | Dominikana          | Mayobanex de Oleo, Yohandris Andújar, Stanly del Carmen, Yancarlos Martínez | DSQ   | Falstart |

Bieg 2
| Pozycja | Tor | Państwo           | Zawodnicy                                                                  | Czas  | Uwagi |
| ------- | --- | ----------------- | -------------------------------------------------------------------------- | ----- | ----- |
| 1       | 6   | Japonia           | Ryōta Yamagata, Shōta Iizuka, Yoshihide Kiryū, Asuka Cambridge             | 37.68 | Q,    |
| 2       | 3   | Jamajka           | Jevaughn Minzie, Asafa Powell, Nickel Ashmeade, Kemar Bailey-Cole          | 37.94 | Q,    |
| 3       | 7   | Trynidad i Tobago | Keston Bledman, Rondel Sorrillo, Emmanuel Callender, Richard Thompson      | 37.96 | Q,    |
| 4       | 1   | Wielka Brytania   | Richard Kilty, Harry Aikines-Aryeetey, James Ellington, Chijindu Ujah      | 38.06 | q     |
| 5       | 8   | Brazylia          | Richard de Souza, Vítor Hugo dos Santos, Bruno de Barros, Jorge Vides      | 38.19 | q     |
| 6       | 4   | Niemcy            | Julian Reus, Sven Knipphals, Robert Hering, Lucas Jakubczyk                | 38.26 |       |
| 7       | 5   | Kuba              | César Ruiz, Roberto Skyers, Reynier Mena, Yanier Carrero                   | 38.47 |       |
| 8       | 2   | Holandia          | Solomon Bockarie, Hensley Paulina, Liemarvin Bonevacia, Giovani Codrington | 38.53 |       |

### Finał
| Pozycja | Tor | Państwo           | Zawodnicy                                                             | Czas  | Uwagi                      |
| ------- | --- | ----------------- | --------------------------------------------------------------------- | ----- | -------------------------- |
| 1. !    | 4   | Jamajka           | Asafa Powell, Yohan Blake, Nickel Ashmeade, Usain Bolt                | 37.27 | SB                         |
| 2. !    | 5   | Japonia           | Ryōta Yamagata, Shōta Iizuka, Yoshihide Kiryū, Asuka Cambridge        | 37.60 | AR                         |
| 3. !    | 7   | Kanada            | Akeem Haynes, Aaron Brown, Brendon Rodney, Andre De Grasse            | 37.64 | NR                         |
| 4       | 6   | Chiny             | Tang Xingqiang, Xie Zhenye, Su Bingtian, Zhang Peimeng                | 37.90 |                            |
| 5       | 1   | Wielka Brytania   | Richard Kilty, Harry Aikines-Aryeetey, James Ellington, Adam Gemili   | 37.98 |                            |
| 6       | 2   | Brazylia          | Ricardo de Souza, Vítor Hugo dos Santos, Bruno de Barros, Jorge Vides | 38.41 |                            |
| –       | 8   | Trynidad i Tobago | Keston Bledman, Rondel Sorrillo, Emmanuel Callender, Richard Thompson | DSQ   | Przekroczenie linii toru   |
| –       | 3   | Stany Zjednoczone | Michael Rodgers, Justin Gatlin, Tyson Gay, Trayvon Bromell            | DSQ   | Przekroczenie strefy zmian |

Źródło: Rio 2016